# Rusko dnes

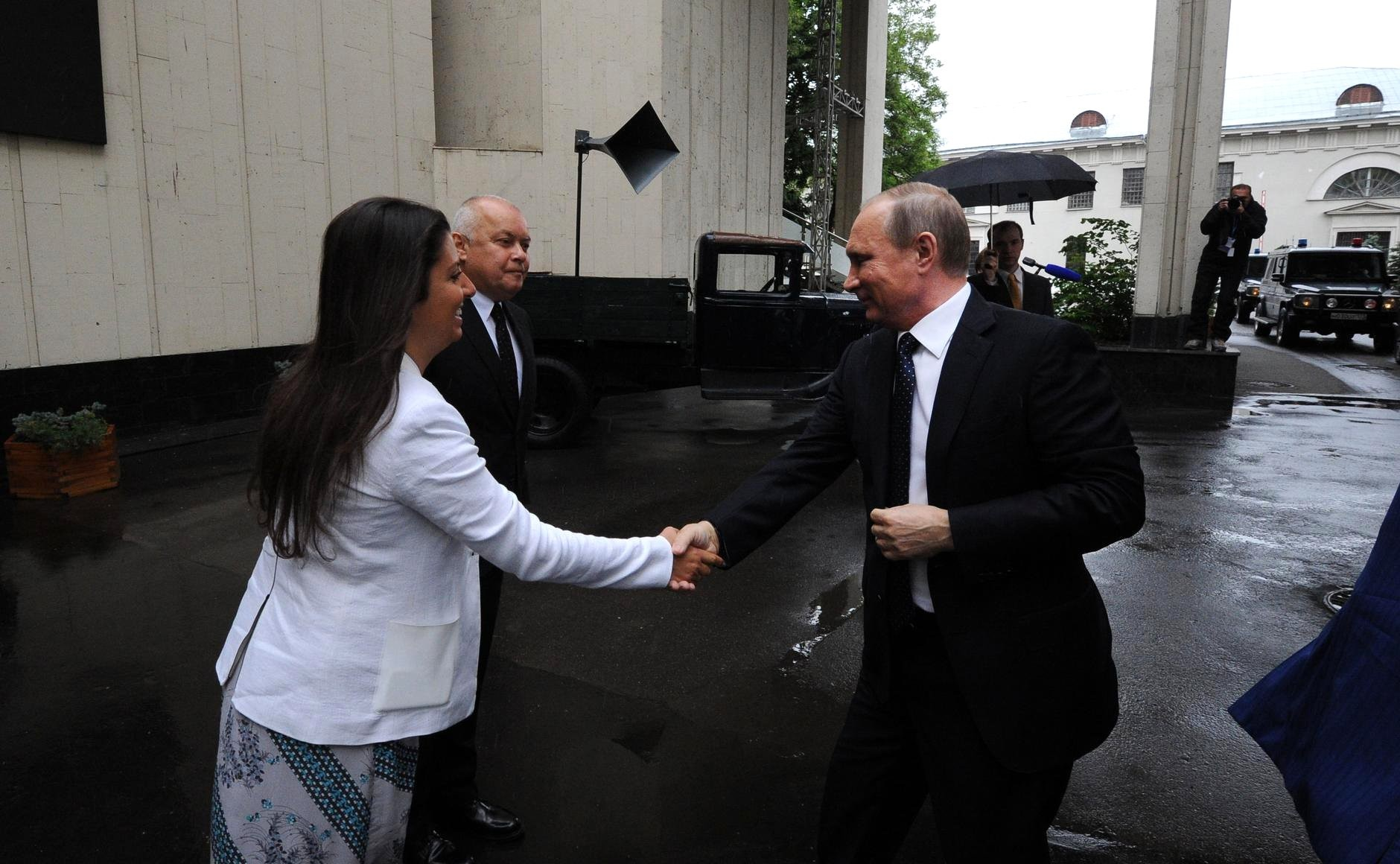
Simonjanová a Kiseljov při návštěvě Putina v redakci Rusko dnes roku 2016

Rusko dnes (rusky Россия сегодня, Rossija segodňa) je ruská tisková agentura, která byla v prosinci 2013 zřízena prezidentským výnosem Vladimira Putina.
Tisková agentura má sice stejný název jako původní anglické jméno televizní stanice RT Russia Today, ale podle vlastního tvrzení s ní není žádným způsobem propojena. Šéfredaktorkou obou, agentury Rusko dnes i stanice RT, je Margarita Simonjanová.
Agentura vznikla formálně sloučením státní rozhlasové stanice Hlas Ruska (před 1993 rádio Moskva) a tiskové agentury RIA Novosti. Mediálně (především v Evropě) je tento krok často interpretován jako likvidace druhé zmíněné agentury a zpřísnění dohledu nad tiskem, ruské zdroje výnos prezidenta Putina označují jako sloučení obou institucí.
Šéfem sloučené organizace Putin osobně jmenoval svého příznivce Dmitrije Kiseljova.
Jako následovník Hlasu Ruska vznikla agentura Sputnik.